# Campium viviparum
Campium viviparum là một loài dương xỉ trong họ Dryopteridaceae. Loài này được Kjellberg mô tả khoa học đầu tiên năm 1933.
Danh pháp khoa học của loài này chưa được làm sáng tỏ. 